# Tabanus angustus
Tabanus angustus är en tvåvingeart som beskrevs av Macquart 1838. Tabanus angustus ingår i släktet Tabanus och familjen bromsar. Inga underarter finns listade i Catalogue of Life.